# Stefan Górski

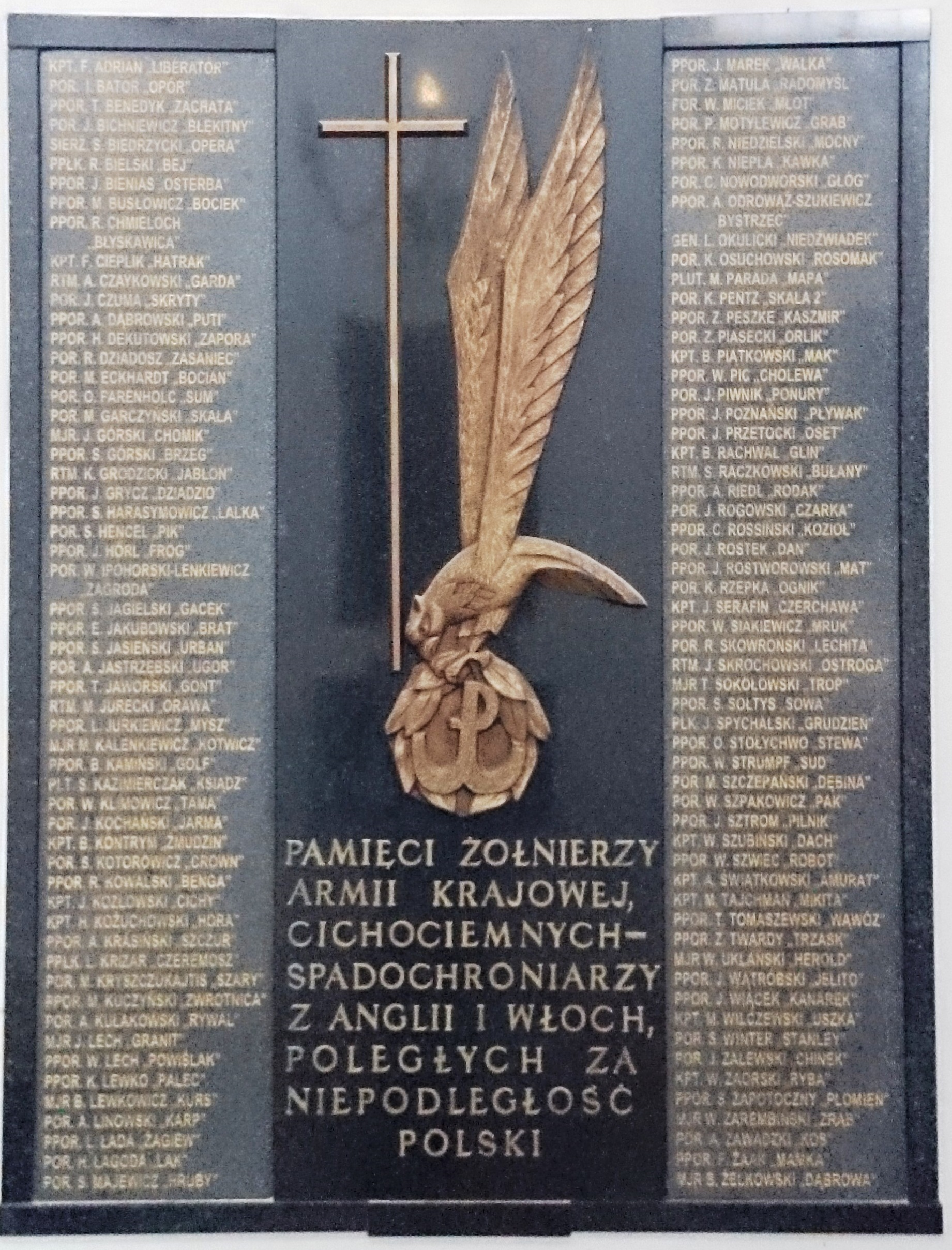
Tablica w kościele św. Jacka w Warszawie, upamiętniająca poległych cichociemnych, w tym Stefana Górskiego

Stefan Marceli Antoni Górski vel Stefan Gawłowski pseud.: Brzeg, Zdrój (ur. 27 kwietnia 1922 w Poznaniu, zm. 27 września 1948 w Warszawie) – podporucznik piechoty rezerwy Polskich Sił Zbrojnych i Armii Krajowej, cichociemny.

## Życiorys
Stefan Górski zdał małą maturę w Gimnazjum Państwowym im I.J. Paderewskiego w Poznaniu w 1939 roku. Był harcerzem zastępu „Orłów” 16. Poznańskiej Drużyny Harcerzy im. gen. Józefa Bema (stopień ćwika). W 1939 roku służył w wojskowych służbach pomocniczych (służba łączności ZHP w Poznaniu). 19 września z grupą harcerzy przekroczył granicę polsko-węgierską. W listopadzie znalazł się we Francji, gdzie ochotniczo wstąpił do Wojska Polskiego, jednak został w grudniu urlopowany na dokończenie nauki. Od czerwca 1940 roku przebywał w Wielkiej Brytanii, gdzie chodził do polskiego gimnazjum w Londynie. 13 października 1940 został wcielony do 1 Batalionu Strzelców Podhalańskich i przydzielony do kompanii karabinów maszynowych. Później uczył się w szkole podchorążych. 
Zgłosił się do służby w kraju. Po przeszkoleniu ze specjalnością w dywersji został zaprzysiężony 4 sierpnia 1943 roku i przydzielony do Oddziału VI Sztabu Naczelnego Wodza i przeniesiony do Głównej Bazy Przerzutowej w Brindisi (Włochy).
Został zrzucony w Polsce w nocy z 16 na 17 kwietnia 1944 roku w ramach operacji lotniczej o kryptonimie „Weller 12” i przydzielony do Kedywu Okręgu Łódź AK, gdzie został instruktorem dywersji i dowódcą plutonu dyspozycyjnego w Obwodzie Piotrków. Był także zastępcą komendanta miasta Piotrków i dowódcą 1 kompanii.
W 1945 roku ujawnił się i podjął studia na Akademii Handlowej, a następnie na Uniwersytecie im. A. Mickiewicza w Poznaniu. Uprawiał także lekką atletykę w barwach Warty Poznań, w 1946 został mistrzem Polski w sztafecie 3 x 1000 m
Pod zarzutem działalności szpiegowskiej na rzecz obcego wywiadu został aresztowany 22 listopada 1947 roku i skazany na śmierć 4 sierpnia 1948 roku. Wyrok wykonano w więzieniu na Mokotowie w Warszawie 27 września 1948 roku. Pismem z 17 kwietnia 1959 roku Zarząd Sądownictwa Wojskowego poinformował matkę, Kazimierę Górską, iż jej syn został stracony.
Wyrokiem z 7 marca 1991 roku Sąd Najwyższy Izby Wojskowej orzekł o uniewinnieniu Stefana Górskiego. 5 lutego 1992 roku Sąd Warszawskiego Okręgu Wojskowego po rozpoznaniu wniosku Rzecznika Praw Obywatelskich uznał wyrok Wojskowego Sądu Rejonowego w Warszawie z 4 sierpnia 1948 roku za nieważny.
Został pochowany w Kwaterze Ł Cmentarza Wojskowego na Powązkach, jego szczątki zostały odnalezione w wyniku prac ekshumacyjnych w 2013, a o ich identyfikacji poinformowano publicznie 4 października 2018.

## Ordery i odznaczenia
- Krzyż Srebrny Orderu Virtuti Militari
- Krzyż „Za Zasługi dla ZHP” z rozetą i mieczami.

## Upamiętnienie
- W lewej nawie kościoła św. Jacka przy ul. Freta w Warszawie odsłonięto w 1980 roku tablicę Pamięci żołnierzy Armii Krajowej, cichociemnych – spadochroniarzy z Anglii i Włoch, poległych za niepodległość Polski. Wśród wymienionych 110 poległych cichociemnych jest Stefan Górski.
- W 1986 roku Kresowa Oficyna Podziemna Poczta Polowa Solidarności wydała serię/bloczek 8 znaczków cichociemnych, którzy zginęli z rąk UB. Tytuł serii to Spadochroniarzom Armii Krajowej zamordowanym przez UB PRL-u. Na jednym z ośmiu znaczków jest Stefan Górski.
- Na warszawskim Cmentarzu Wojskowym na Powązkach, na tzw. Kwaterze na Łączce istnieje symboliczna wspólna mogiła osób zamordowanych przez komunistyczne organy bezpieczeństwa publicznego. Na pomniku umieszczono, wśród około 250 nazwisk, również nazwisko Stefana Górskiego.